# Lottizzazione (urbanistica)
In urbanistica e in diritto la lottizzazione è la frammentazione di un terreno, e sua successiva o temporanea edificazione, che si effettua al fine di ricavarne porzioni individuali separate fra loro.
In pratica, da un terreno di sufficiente superficie, si ricavano parti minori, dette "lotti", che diverranno unità distinte, sotto il profilo sia giuridico (per quanto attiene alla proprietà) che amministrativo (richiedendo tipicamente l'operazione di frazionamento catastale).
La lottizzazione è stata in passato strumento di speculazioni immobiliari, e per questo è regolamentata da apposita normativa. Si può effettuare esclusivamente secondo le procedure previste ed in osservanza delle prescrizioni degli strumenti urbanistici, in difetto si ha lottizzazione abusiva, sanzionata ad esempio per effetto della legge n.47 del 1985 (legge sul condono edilizio). La contravvenzione di lottizzazione abusiva, punisce questa pratica, che è in genere finalizzata alla realizzazione di fabbricati in elusione di norme e vincoli che potrebbero limitarne i volumi, è per questo contrastata dall'ordinamento, per il quale ha natura di reato permanente e progressivo nell'evento, che giunge a compimento solo con l'ultimazione delle costruzioni
Per la corretta esecuzione della lottizzazione, si richiede la presentazione di un apposito piano di lottizzazione, che una volta approvato diviene esso stesso strumento urbanistico.

## Lottizzazione abusiva
Si intende per lottizzazione abusiva il frazionamento di uno o più lotti di terreno (lottizzazione urbanistica) effettuata in assenza o in difformità dalle normative ivi vigenti, in particolare le previsioni dei pertinenti strumenti urbanistici, comprendendosi fra questi ultimi anche l'eventuale piano di lottizzazione presentato per i terreni interessati.
In Italia si tratta di un reato contravvenzionale, come si deduce dal tipo di sanzioni previste nell'art. 44 d.p.r. 380 del 2001, il cui presupposto - con riferimento agli usi edificatori illegittimi - è stato previsto in modo organico principalmente dalla legge n.47 del 1985 (legge sul condono edilizio) che all'art.18 c.I recita:
La scoperta di attività edificatorie effetto della lottizzazione abusiva, da accertarsi a cura del giudice penale, ai sensi degli artt. 18 e 19 della citata legge determina la confisca e la successiva acquisizione di diritto e gratuita al patrimonio del comune nel cui territorio è avvenuta la lottizzazione abusiva. Il contravventore è passibile di ammenda o, se il fine della lottizzazione è edificatorio, di arresto.
Sulla materia è stato ratificato il principio di rigore legislativo anche da provvedimenti successivi, ad esempio il DPR 6 giugno 2001, n. 380, per il quale (art. 30) si configura lottizzazione abusiva di terreni a scopo edificatorio nella trasformazione materiale o negoziale «in violazione delle prescrizioni degli strumenti urbanistici, vigenti o adottate»; ciò ha consentito ad esempio di ravvisare questo genere di illecito anche per effetto di mera modificazione della destinazione d'uso, rispetto a quanto autorizzato, dei fabbricati eventualmente eretti nelle aree interessate.
Da alcune massime della Suprema Corte di cassazione, si rileva che il reato ha natura di reato permanente e progressivo nell'evento, che giunge a compimento solo con l'ultimazione delle costruzioni e che è a consumazione alternativa, potendo realizzarsi sia per difetto di autorizzazione sia per il contrasto della stessa con le prescrizioni degli strumenti urbanistici, sussistendo in capo ai soggetti che partecipano al piano di lottizzazione l'obbligo di controllare la conformità dell'intera lottizzazione e/o delle singole opere alla normativa urbanistica ed alle previsioni di pianificazione, ed atteso che l'interesse protetto dalla legge 28 febbraio 1985 n. 47 non è soltanto quello di assicurare il controllo preventivo da parte della pubblica amministrazione, ma altresì quello di garantire che lo sviluppo urbanistico si realizzi concretamente in aderenza all'assetto risultante dagli strumenti urbanistici».

## Riferimenti normativi
- art. 28 della Legge 17 agosto 1942, n. 1150
- DPR 6 giugno 2001, n. 380